# Ofensywa Brusiłowa
Ofensywa Brusiłowa (ros. Брусиловский прорыв) – największa ofensywa Armii Imperium Rosyjskiego przeprowadzona na froncie wschodnim przeciwko armiom państw centralnych. Rozpoczęta 4 czerwca 1916, trwała do 20 września 1916. Plan jej opracował dowódca rosyjskiego Frontu Południowo-Zachodniego generał Aleksiej Brusiłow.

## Tło
Już na początku 1916 francuski sztab generalny zwrócił się do Rosjan z prośbą o przeprowadzenie działań zaczepnych na froncie wschodnim, które by odciążyły wojska francuskie, wykrwawione w bitwie pod Verdun. W odpowiedzi Rosjanie przypuścili nieudany i chaotyczny atak na pozycje niemieckie, niedaleko od jeziora Narocz. Latem 1916 z podobną prośbą do Rosjan zwrócili się Brytyjczycy, których ofensywa nad Sommą, załamała się. Tym razem generał Brusiłow opracował plan zmasowanego uderzenia na wojska austro-węgierskie w Galicji, którego ostatecznym celem miało być skłonienie Austro-Węgier do wycofania się z wojny.

## Plan rosyjski
Plan Brusiłowa uzyskał poparcie samego cara Mikołaja II, lecz spotkał się z niechęcią dowódców sąsiednich frontów. Celami operacyjnymi miały być Kowel i Lwów, których osiągnięcie w ciągu pierwszych tygodni ofensywy zakładał plan.

## Przygotowania
Brusiłow zgromadził 4 armie (40 dywizji piechoty, wspartych 15 dywizjami kawalerii). Miały one stawić czoło 39 dywizjom austro-węgierskiej piechoty i 10 kawalerii, okopanym na potrójnej linii obrony. W dodatku w odwodzie Austriacy mogli liczyć na pomoc jednostek niemieckich. Rosyjski generał chciał przeprowadzić niespodziewany atak na odcinku długości prawie 500 km.

## Przełamanie frontu
4 czerwca 1916 po krótkim przygotowaniu artyleryjskim Rosjanie uderzyli na austro-węgierską linię obrony. Trzy armie rosyjskie całkowicie przełamały front i parły dalej.

## Bitwa
8 czerwca siły rosyjskie zdobyły z marszu Łuck. Armia Austro-Węgier przeszła do odwrotu na linii całego frontu, zostawiając 200 000 jeńców. Jednak niezdecydowanie rosyjskich sztabowców dało Niemcom upragniony czas, by ściągnąć posiłki i przejść do obrony. Szef niemieckiego sztabu generalnego generał Erich von Falkenhayn wpłynął na swojego austriackiego odpowiednika, feldmarszałka Franza Conrada von Hötzendorfa, który postanowił ściągnąć jednostki austro-węgierskie z frontu włoskiego, by wesprzeć obronę Galicji.
24 lipca Alexander von Linsingen zaatakował Rosjan na Wołyniu, na południe od Kowla. Brusiłow kontynuował swoją ofensywę i 20 września osiągnął łuk Karpat. Jednak zgromadzenie w jednym punkcie zbyt wielkiej liczby jednostek rosyjskich i pozbawienie ich zaopatrzenia w trudnym terenie górskim spowodowało, że ofensywa straciła impet. Liczebność Rosjan stała się dla nich teraz przekleństwem. W dodatku Austriacy i Niemcy zagrozili teraz lewej flance Brusiłowa, wyprowadzając uderzenie na Rumunię.

## Skutki
Operacja ta powiodła się w wymiarze strategicznym (Niemcy odstąpili od Verdun i przenieśli część sił na wschód), zadała też ciężkie straty Austro-Węgrom (600 tys. strat, w tym 350 tys. jeńców i zaginionych), armia rosyjska straciła prawie 1 000 000 ludzi. Do wojny po stronie Ententy przystąpiła też zwabiona początkowymi sukcesami Rosjan Rumunia.
Był to niewątpliwie triumf nowej rosyjskiej taktyki, która koncentrowała się teraz na przeprowadzaniu niespodziewanych ataków mniejszymi siłami jednostek szturmowych na odsłonięte pozycje wroga. Taktykę tę wykorzystali z jeszcze lepszym rezultatem Niemcy we Francji w 1918. Stała się ona później inspiracją do powstania blitzkriegu.